# Capela do Nazareno
A Capela do Nazareno é um edifício religioso católico, com o estatuto de capela, localizado no centro histórico de Pontevedra (Espanha), na Rua Duque de Tetuán, em frente ao Teatro Principal.

## História
A capela tem as suas origens no século XIV. Acredita-se que pertencia à igreja paroquial de São Bartolomeu o Velho, que estava situada neste lugar, ocupando o espaço do actual Teatro Principal. Outra teoria é que pode ter pertencido ao pazo da família Mendiño, uma vez que a torre medieval se situava mesmo ao seu lado. Os grandes silhares da antiga torre ainda hoje podem ser vistos neste edifício. Do outro lado da capela havia em tempos uma rua, agora murada por uma casa com uma varanda.
A capela que originalmente existia neste local chamava-se Capela das Emparedadas (Capela das Mulheres Muradas). Era assim chamada porque as mulheres piedosas estavam ali fechadas e depois de entrarem, selavam a porta com paredes, excepto por uma pequena fenda pela qual eram administrados os sacramentos e a comida. De acordo com Xosé Filgueira Valverde, esta rua já era conhecida como a Rua das Emparedadas em meados do século XIII.
O culto de Jesus de Nazaré tem mais de 100 anos de história em Pontevedra. Não se sabe exactamente quando começou, mas no início do século XX, a rua Duque de Tetuán onde se encontra a capela chamava-se Rua de Jesús Nazareno e a capela já atraía milhares de devotos.

## Descrição
A capela, que se crê ter sido a antiga sacristia do antigo templo de São Bartolomeu o Velho, foi mencionada várias vezes no final da Idade Média como um pequeno edifício com uma pequena imagem de pedra da Virgem Maria embutida na sua fachada. 
É uma pequena capela e está ligada a outros edifícios pelas paredes das extremidades. As paredes são feitas de silhares de granito e o telhado é feito de madeira e telhas galegas. A porta de entrada, localizada no lado sul, tem um arco abatido. Mais tarde, foram esculpidas molduras superiores e inferiores para a adaptar ao estilo barroco, uma vez que a capela é de origem medieval. Ao lado da porta há um vão. A capela tem uma pequena imagem de pedra da Virgem embutida na sua fachada.
A capela é muito popular e é frequentemente visitada no dia do Nazareno para pedir as três graças: saúde, trabalho e amor. A primeira sexta-feira de Março é o único dia em que a capela está aberta. No resto do ano, só é possível invocar o Nazareno do exterior, através da porta com barras.
No interior encontra-se um retábulo barroco de três secções, com a imagem de Jesus o Nazareno Há também uma imagem de Nossa Senhora das Dores. A imagem do Nazareno a cujo culto é dedicada vem de Madrid.
Os conventos de São Francisco e Santa Clara da cidade também conservam imagens do Nazareno que são veneradas em Pontevedra.

### Artigos relacionados
- Arquitetura barroca
- Jesus